# Buick Master Six
Buick Master Six – samochód osobowy produkowany pod amerykańską marką Buick w latach 1904–1911. Serię modelową tworzyły różne linie modelowe przyporządkowane różnym wersjom nadwoziowym.

## Galeria

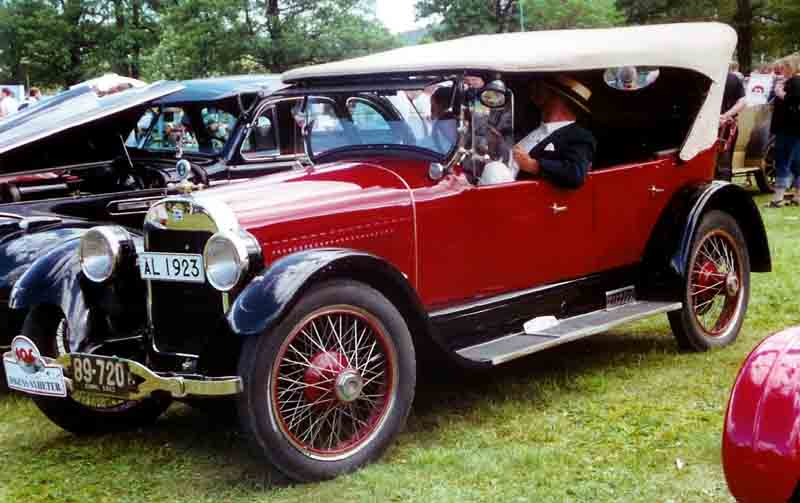
Buick Master Six Sport Touring
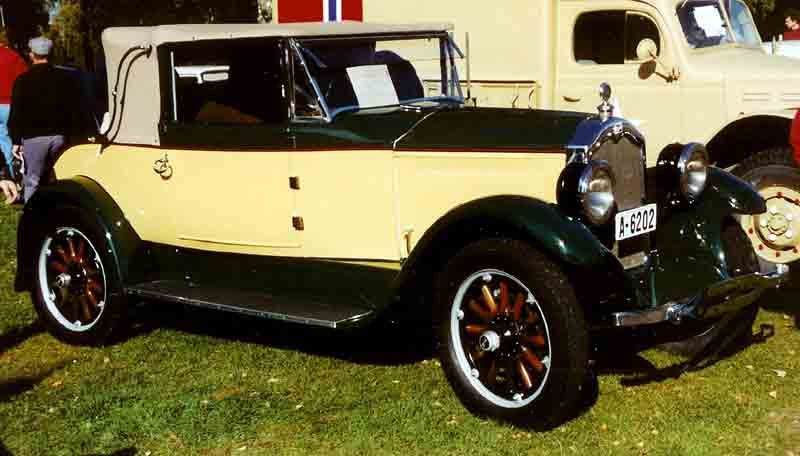
Buick Master Six Cabriolet
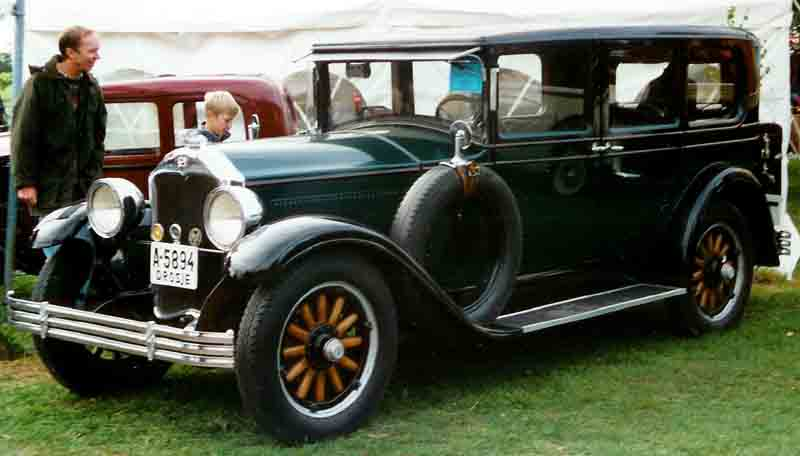
Buick Master Six Sedan
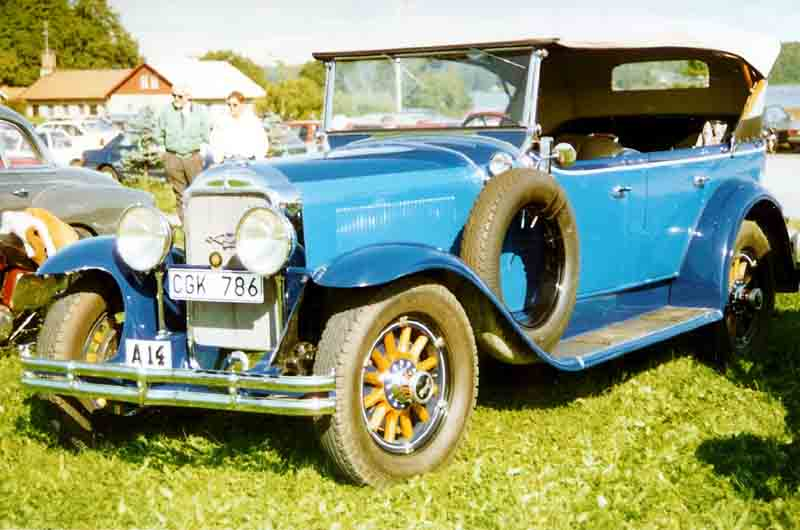
Buick Master Six Touring